# Arash (automerk)
Arash Motor Company is een Brits automerk, dat in 1999 werd opgericht door Arash Farboud onder de naam Farboud Limited. In 2008 werd de naam veranderd in Arash Motor Company. Arash maakt vooral sportwagen. Het hoofdkantoor is gevestigd in de stad Newmarket.

## Modellen
- AFX-R
- AFX-8
- AFX
- Imperium
- AF10
- AF8
- LM
- Farboud GTS
- Falcon ND Edition
- Goodwood Special 2015